# Сесилия Греческая
Сеси́лия Гре́ческая и Да́тская (греч. Καικιλία της Ελλάδας και Δανίας; 22 июня 1911, дворец Татой, Аттика, Королевство Греция — 16 ноября 1937, Остенде, Бельгия) — дочь греческого принца Андрея; супруга Георга Донатуса, номинального великого герцога Гессенского и Рейнского; одна из старших сестёр принца Филиппа, герцога Эдинбургского, мужа королевы Елизаветы II.
Годы детства и юности Сесилии и её сестёр пришлись на период участия Греции в Балканских войнах (1912—1913), Первой мировой войне (1914—1918) и греко-турецком конфликте (1919—1922). Из-за последствий двух последних войн семья принца Андрея провела годы в изгнании: сначала в Швейцарии (1917—1920), затем — во Франции (1922—1936). Материальное благополучие супругов и их пяти детей зависело от ближайших родственников, предоставивших дом и содержание. При содействии короля Кристиана X семья получила датское гражданство. В 1929 году Сесилия познакомилась с немецким принцем Георгом Донатусом, наследником свергнутого великого герцога Гессен-Дармштадтского и в феврале 1931 года вышла за него замуж. В браке родились двое сыновей и дочь. В мае 1937 году Георг Донатус и Сесилия вступили в НСДАП. 16 ноября 1937 года супруги вместе с сыновьями вылетели в Лондон на свадьбу младшего брата Георга Донатуса принца Людвига. Возле бельгийского города Остенде самолёт зацепил фабричную трубу, врезался в крышу и упал на землю. Все пассажиры погибли на месте. На момент катастрофы Сесилия была беременна четвёртым ребёнком, которого родила в самолёте. Тела были доставлены в Дармштадт и похоронены в семейной усыпальнице в парке Розенхёэ.

## Биография

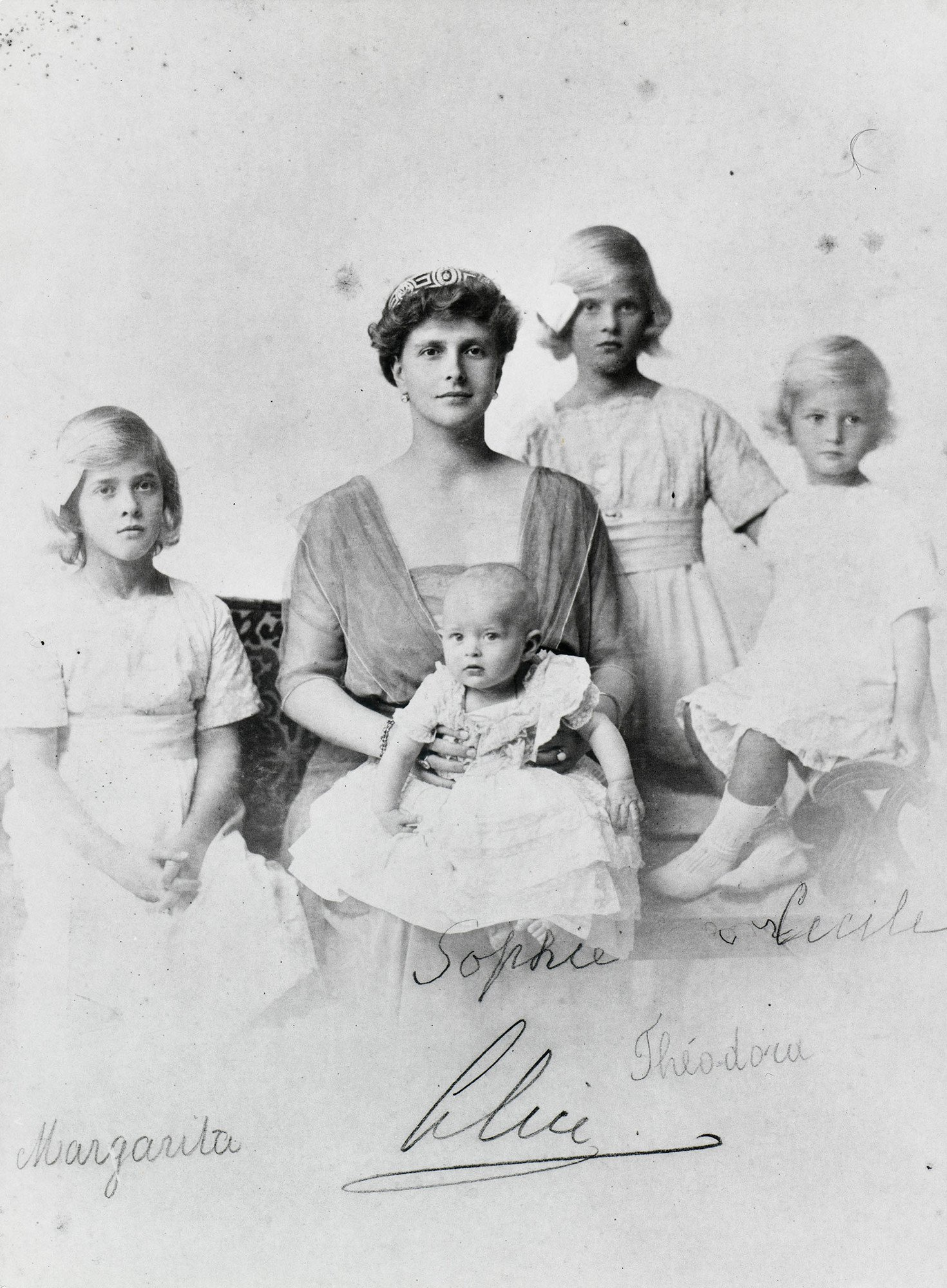
Алиса Баттенберг в окружении дочерей (Сесилия крайняя справа)

### Детство и семья
Сесилия родилась 22 июня 1911 года в королевском дворце Татой, недалеко от Афин, когда страной правил её дед король Георг I. Принцесса происходила из древнего Ольденбургского дома, известного ещё с XI века. Его младшая линия — Глюксбурги — возвысилась в 1863 году, когда дед и прадед Сесилии заняли престолы Греции и Дании. Девочка стала третьей дочерью в семье Андрея, принца Греческого и Датского и принцессы Алисы Баттенбергской. Старшими сёстрами Сесилии были принцессы Маргарита и Теодора. В 1914 году у неё появилась младшая сестра София, а через семь лет мать родила ещё одного ребёнка — принца Филиппа. Андрей был четвёртым сыном короля и русской великой княжны Ольги Константиновны, внучки российского императора Николая I. Мать девочки Алиса происходила из немецкой аристократической фамилии Баттенбергов — побочной ветви Гессенского дома. Алиса также была родной племянницей последней российской императрицы Александры Фёдоровны и правнучкой британской королевы Виктории.
Крещение Сесилии прошло 10 июля. Восприемниками новорождённой стали британский король Георг V (двоюродный дед по линии отца и троюродный дед по линии матери), великий герцог Гессенский Эрнст Людвиг (двоюродный дед по матери), принц Николай Греческий (дядя со стороны отца) и великая княжна Вера Константиновна (двоюродная бабушка со стороны отца). Семья попеременно жила между Афинами, дворцом Татой и островом Керкирой, где Андрей, после убийства своего отца анархистом Александросом Схиносом, получил в наследство небольшую виллу Мон Репос. Сесилия и её сёстры общались с матерью на английском языке, с остальными родственниками и слугами по-французски, по-немецки и по-гречески. В 1911 и 1913 годах Андрей и Алиса вместе с детьми выезжали за границу, в основном, в Германию и Англию, где Сесилия впервые встречалась со своими дедушкой и бабушкой со стороны матери.
Будучи ребёнком, принцесса стала современницей Балканских войн (1912—1913), где её отец служил в штабе короля Константина, а мать работала медсестрой. С началом Первой мировой войны Греция сохраняла нейтралитет. Блок Антанты пытался втянуть страну в войну на своей стороне, но король, будучи германофилом и шурином германского императора Вильгельма II, противился этому. 6 июля 1916 года Антанта объявила блокаду Греции и фактически взяла страну под контроль. В итоге король был вынужден отречься от престола в июле 1917 года и передать его сыну, новому королю Александру I. Низложенный монарх вместе с супругой покинули страну. Через две недели из Греции выехала и семья принца Андрея.

### Первое изгнание и возвращение

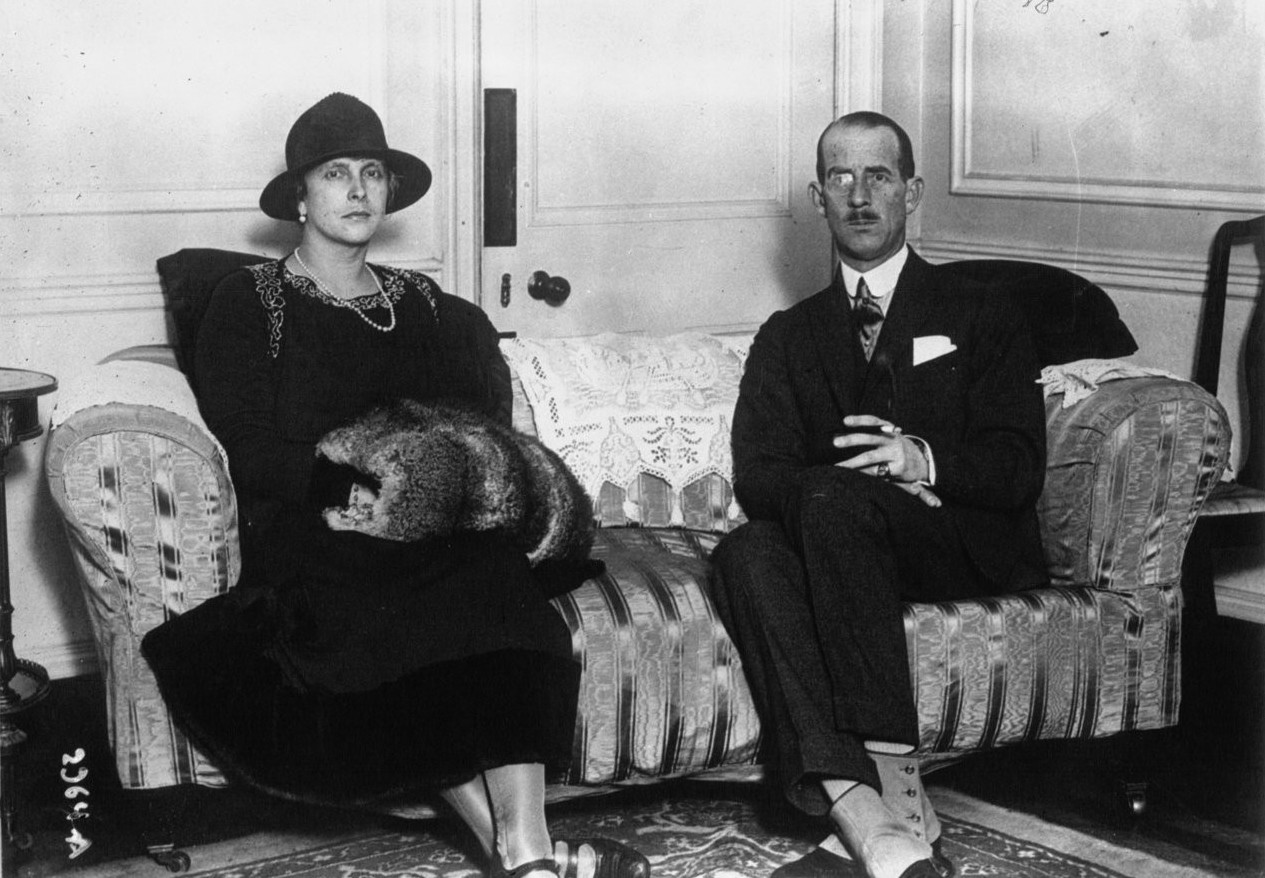
Андрей и Алиса, ок. 1922 года

В течение следующих нескольких лет они жили в Немецкой Швейцарии: сначала в отеле города Санкт-Мориц, затем перебрались в Люцерн. События Первой мировой войны во многом повлияли на судьбу родственников Сесилии. Из-за антигерманских настроений в Великобритании дед принцессы по материнской линии, занимавший пост первого морского лорда, был отправлен в отставку ввиду его немецкого происхождения. В следующем году несколько русских родственников семьи погибли от рук большевиков. В конце войны три европейские империи — Австро-Венгерская, Германская и Российская — перестали существовать. Ноябрьская революция в Германии привела к потере гессенского престола дядей Алисы, великим герцогом Эрнстом Людвигом.
В начале 1919 года семья воссоединилась с матерью Андрея королевой Ольгой, бежавшей из России после революции. Через несколько месяцев Сесилию навестили родители, брат и сестра матери. Девочка сблизилась с младшей сестрой Софией и в сопровождении родственников они совершали горные прогулки и проводили время в семейном кругу. В 1920 году Сесилия переболела гриппом и скарлатиной.

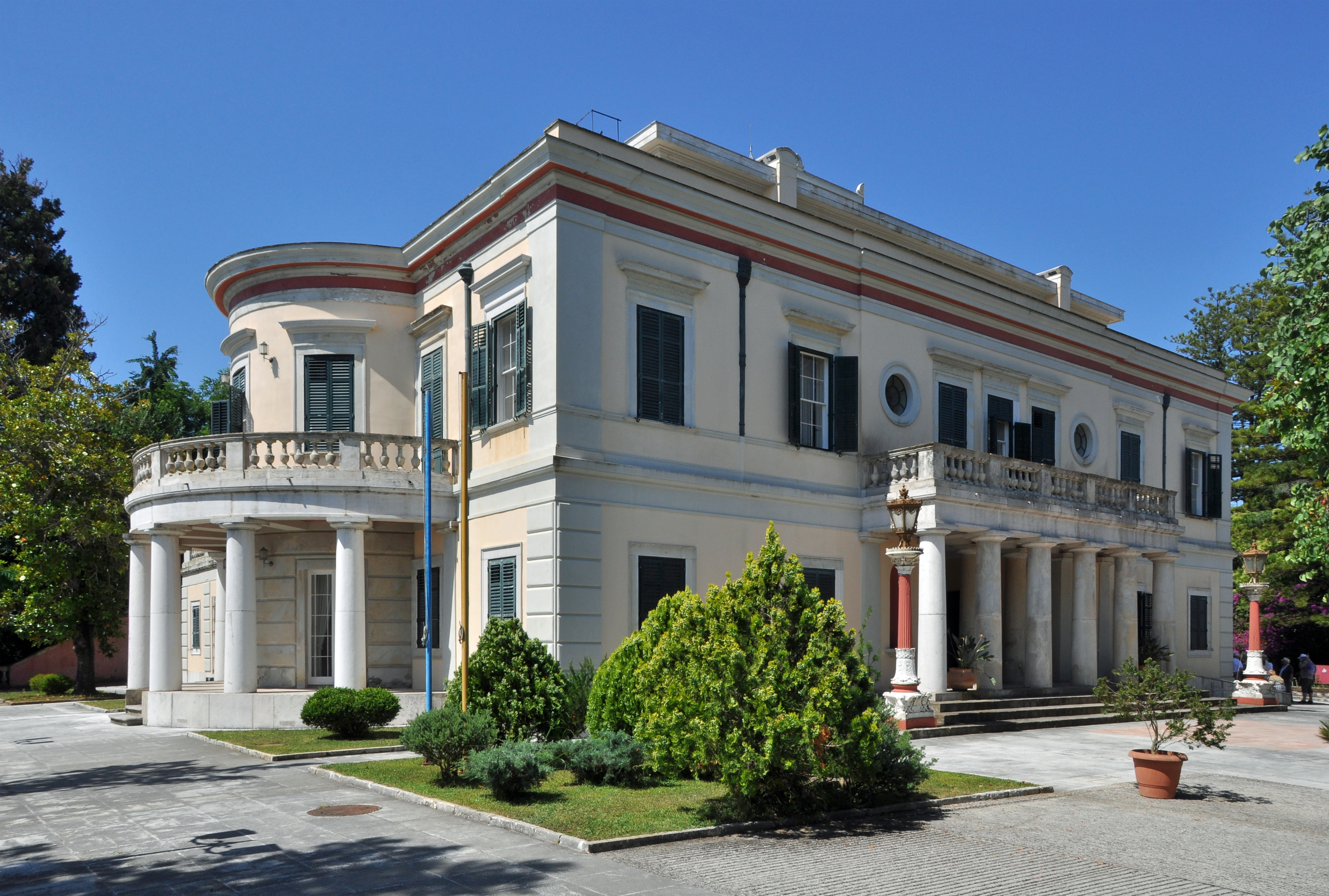
Вилла Мон Репос. Фотография 2012 года

2 октября 1920 года король Александр был укушен маленькой обезьяной во время прогулки по саду дворца Татой. 25 октября он скончался от заражения крови. На престол по результатам референдума вернулся король Константин. 23 ноября 1920 года в Афины прибыл принц Андрей, а уже через несколько дней к нему присоединились Алиса с дочерьми. Семья вернулась на виллу Мон Репос, где вскорости стало понятно, что Алиса ждёт пятого ребёнка. 10 июня 1921 года она родила сына Филиппа, будущего супруга британской королевы Елизаветы II. Несмотря на войну с Турцией, Сесилия с сёстрами жили в спокойной обстановке. Весной 1922 года их навещала бабушка Виктория, на тот момент уже вдовствующая маркиза Милфорд-Хейвен, и тётя Луиза. На территории парка сёстры проводили небольшие раскопки и обнаружили древние керамические изделия, бронзовые монеты и кости. В марте 1921 года сёстры присутствовали на свадьбе своей двоюродной сестры Елены Греческой с румынским престолонаследником Каролем. В июле 1922 года семья поехала в Великобританию, где Сесилия была подружкой невесты на свадьбе своего дяди Луиса Маунтбеттена и светской львицы и наследницы Эдвины Эшли, красотой которой восхищалась Сесилия.
Поражение греческой армии во Второй греко-турецкой войне привело к повторному отстранению от власти короля Константина. Принц Андрей был арестован и, после суда над ним, отправлен в изгнание. Супруги с детьми покинули Грецию на английском судне «Калипсо».

### Второе изгнание

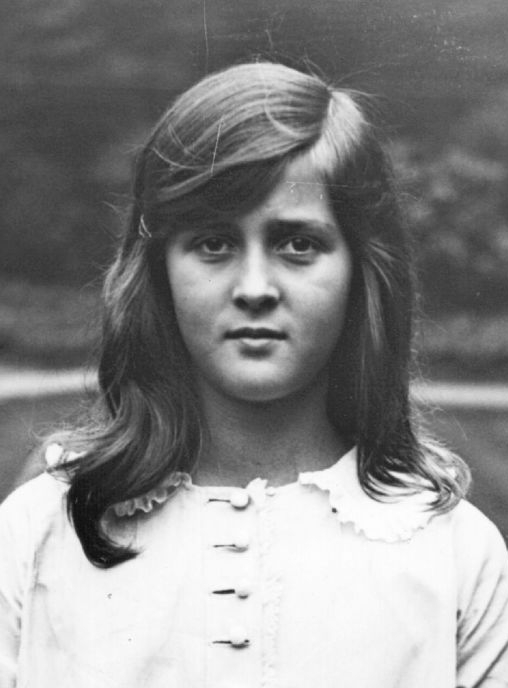
Сесилия, ок. 1922 года

Андрей и Алиса после изгнания из родной страны собственных источников доходов не имели и жили, в основном, благодаря щедрости богатых родственников. В эмиграции семья проживала в Сен-Клу — западном пригороде Парижа, по адресу улица Мон-Валерьен, дом № 5, который принадлежал принцессе Марии Бонапарт, супруге дяди Сесилии, принца Георга, графа Корфского. Мария также оплачивала образование своих племянниц в частных заведениях. Некоторую помощь семья получала сначала от принцессы Анастасии Греческой, позже — от Эдвины Эшли, которая отдавала девочкам свою старую одежду. Сесилия с сёстрами, как пишет историк Хьюго Викерс, жили в постоянном недостатке финансов, а родители ссорились с прислугой, которая отказывалась работать за небольшую плату.
В марте 1924 года Греция была провозглашена республикой. Новое правительство лишило членов королевской семьи греческого гражданства. При содействии датского короля Кристиана X, двоюродного брата Андрея, семье были выданы датские паспорта. Дети продолжали посещать частные учебные заведения, ездили в Париж и Булонский лес. Часто отец проводил с ними время, играя в теннис. Каждое воскресенье семья присутствовала на обеде в доме Марии Бонапарт. Среди других родственников семья поддерживала близкие отношения с братом Андрея Николаем, его женой Еленой Владимировной и тремя их дочерьми, которые также осели во Франции, а также с кузиной Маргаритой Датской, которая после брака с французским принцем Рене Бурбон-Пармским переехала в Париж. В 1923 году в Лондоне Сесилия была подружкой невесты на свадьбе тёти Луизы, которая выходила замуж за кронпринца Густава Шведского. В 1925 году семья присутствовала на похоронах вдовствующей королевы Великобритании Александры, а в следующем году Сесилия посетила похороны своей бабушки королевы Ольги, которые прошли в Италии. Лето 1923 года сёстры провели в Великобритании по приглашению бабушки Виктории. По мнению вдовствующей маркизы, Сесилия была самой красивой из её внучек. Летом 1928 года девушка вернулась в Великобританию, где она впервые была представлена высшему свету на балу у графини Вайлет Элсмир в Бриджуотер-хаусе. По приглашению короля Георга V крестница на несколько дней останавливалась в его шотландской резиденции за́мке Балморал.

### Брак
Несмотря на скромное положение, Андрей и Алиса надеялись найти достойные партии для своих детей. Тётка Сесилии кронпринцесса Луиза Шведская планировала женить на ней будущего короля Дании Фредерика IX, однако союз не состоялся; позднее Фредерик заключил брак со шведской принцессой Ингрид. В 1929 году девушка встретила принцев Георга Донатуса и Людвига Гессенских, сыновей свергнутого с престола великого герцога Гессенского Эрнста Людвига. Братья приходились Сесилии двоюродными дядями. Впервые они встречались в 1919 году, когда семья жила в эмиграции в Швейцарии. В начале 1930 года Сесилия и Георг Донатус тайно обручились. К тому времени ей исполнилось 18 лет, жениху — 23. В апреле 1930 года семьи жениха и невесты объявили о помолвке официально. В этом же году мать Сесилии перенесла тяжёлое нервное расстройство. Ей был поставлен диагноз «параноидная шизофрения». Её поместили на принудительное лечение в санаторий известного психиатра Людвига Бинсвангера в швейцарском городе Кройцлинген, где она провела два года. В 1930—1931 годах все дочери принца Андрея вышли замуж за представителей немецкой аристократии. Ни на одной из свадеб принцесса Алиса не присутствовала. Находясь в клинике и после, выйдя из неё, она не поддерживала связей с дочерьми и другими членами семьи вплоть до конца 1936 года, общаясь в этот период лишь со своей матерью Викторией.

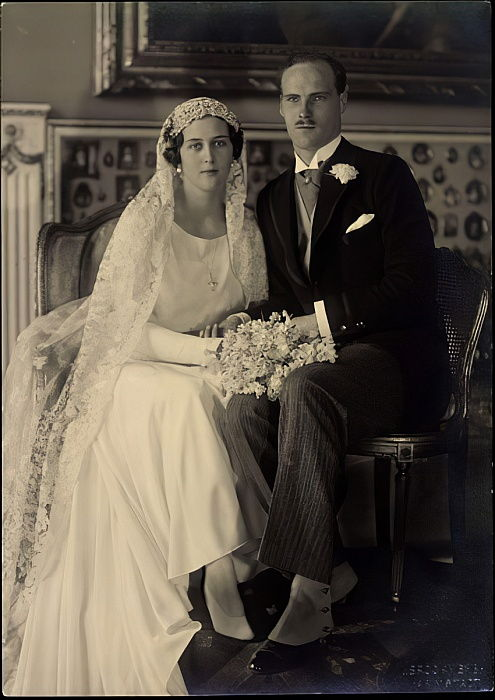
Свадебная фотография Георга Донатуса и Сесилии

Одновременно с Сесилией о своей помолвке с принцем Кристофом Гессенским объявила младшая сестра София. Сёстры вместе готовились к свадьбам и весной 1930 года ездили в Лондон для покупки новой одежды, затем возвратились в Париж, где им сшили приданое и свадебные платья. Свадьба Софии и Кристофа состоялась первой, 15 декабря 1930 года в замке Фридрихсхоф в гессенском городе Кронберге.
Гражданская церемония брака Сесилии и Георга Донатуса состоялась 23 января 1931 года, религиозная — 2 февраля в Новом дворце, в городе Дармштадт. Церемония была двойная: сначала по лютеранскому обряду (религия жениха), потом — по православному. Во время свадьбы улицы города были переполнены людьми, из-за чего карета с невестой и её отцом с трудом добралась до места проведения церемонии. Свадьба собрала около 50 представителей монархических домов Европы.
Пара поселилась в замке Вольфсгартен, бывшей главной резиденции герцога Гессенского, где вела тихую жизнь и воспитывала троих детей. Сесилия стремилась наладить отношения с матерью и постоянно писала ей письма и даже пыталась увидеть её в Кройцлингене, однако Алиса не желала видеть дочь и винила семью в своём заточении в лечебнице. Часто её сопровождали приступы гнева. Однажды она в клочья разорвала фотографию внука, которую дочь прислала ей по случаю рождения мальчика. В санатории Кройцлингена Алиса провела два года, после чего была переведена в клинику в итальянском городе Мерано, откуда вскорости выписалась. Несколько лет она инкогнито путешествовала по Центральной Европе. Сесилия не оставляла попыток наладить отношения с матерью, выражая свои побуждения в письмах и семейных фотографиях. В декабре 1936 года Алиса выразила желание сблизиться с дочерьми и, в первую очередь, с Сесилией. Встреча с дочерью проходила в немецком городе Бонн весной следующего года, после чего их отношения стали снова доверительными и они вместе ездили в Залем, где жила старшая сестра Сесилии Теодора с семьёй.
В 1930-х годах партия национал-социализма в Германии стала доминирующей и к власти пришёл Адольф Гитлер. Сестра Сесилии София вместе с мужем присоединились к партии в 1931 году. В следующем году зять Сесилии стал офицером СС. Семья герцога Гессенского долгое время держалась в стороне от идей Гитлера, поскольку глава династии Эрнст Людвиг не поддерживал фюрера. Однако уже к маю 1937 года оба сына герцога и его невестка примкнули к национал-социализму.
В то время как политика Третьего рейха отметала любые идеи восстановления прежних монархий в Германии, в Греции после упразднения республики Георгиосом Кондилисом, была восстановлена монархическая форма правления и Георг II вернулся на престол. Король отменил приговор о пожизненном изгнании принца Андрея. Он вернулся на родину вместе с дочерьми после 14 лет изгнания в ноябре 1936 года по случаю перезахоронения останков королевы Ольги, короля Константина I и его супруги Софии Прусской.

### Гибель
В середине 1937 года Сесилия была беременна четвёртым ребёнком. 9 октября 1937 года после продолжительной борьбы с раком лёгких скончался великий герцог Эрнст Людвиг и его старший сын стал номинальным великим герцогом, а Сесилия — номинальной великой герцогиней. Вскоре после этого младший брат Георга Донатуса принц Людвиг должен был сочетаться браком с Маргарет Кэмпбелл-Геддес, дочерью 1-го барона Геддеса в Лондоне. Свадьба была назначена на 23 октября. Однако из-за смерти Эрнста Людвига дату сдвинули на 20 ноября, чтобы семья могла проститься с умершим. Похороны состоялись 12 октября.

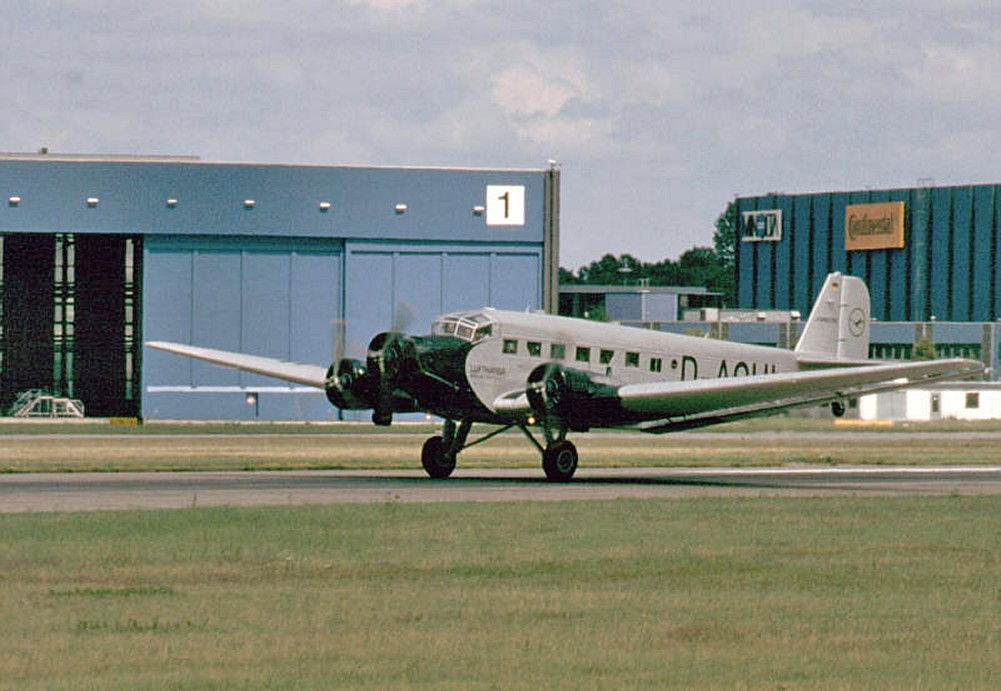
Самолёт Junkers Ju 52. Фотография 2000 года

16 ноября 1937 года Георг Донатус, вместе с матерью, женой и двумя сыновьями сели на самолёт Junkers Ju 52 бельгийской авиакомпании Sabena во Франкфурте-на-Майне. Экипаж состоял из трёх человек. Их также сопровождали барон Иоахим фон Ридезель цу Эйзенбах, выбранный Людвигом в качестве шафера на свадьбе, гувернантка детей Алиса Хан и известный немецкий пионер планеризма Артур Мартенс. Историк Филипп Эйд писал, что Сесилия ненавидела полёты на самолёте и всегда надевала чёрные одежды перед вылетом. В начале пути небо было голубым и без облаков, но с приближением к Северному морю появился густой туман. Несмотря на плохую видимость, пилот по намеченному плану пытался посадить самолёт в аэропорту Остенде-Брюгге (предполагалось взять на борт ещё двух пассажиров). При совершении манёвра самолёт зацепил фабричную трубу, крыло и двигатель были разрушены. Затем воздушное судно врезалось в крышу здания и упало на землю. Все пассажиры погибли; останки четвёртого ребёнка, родившегося во время полёта, были найдены среди обломков.
В лондонском аэропорту Кройдон прибытие родственников ожидали Людвиг с невестой. Сначала сотрудники аэропорта сообщили им, что самолёт задерживается, однако позже представитель авиакомпании Sabena пригласил Людвига в свой кабинет, где и сообщил о катастрофе. По прибытии в столицу гессенская родня должна была остановиться у Луиса и Эдвины Маунтбаттенов в Брук-хаусе. Старшая дочь Маунтбаттенов Патрисия вспоминала, что «возвращаясь в этот день из школы, я увидела объявление об авиакатастрофе и быстро пошла домой, надеясь что всё обошлось». Людвиг и Маргарет вернулись, «падая ниц от горя», как позже писал Луи: «Мы все собрались в доме отца Пег [Маргарет Кэмпбелл-Геддес]; семья была убита горем. Моя мать сказала, что свадьба должна состояться не через четыре дня, а завтра, пока все мы ещё испытываем шок». Барон Геддес обратился к прессе с просьбой «уважительно отнестись к горю Людвига и моей дорогой дочери. Сегодня его мать и единственный брат с супругой и сыновьями были убиты. Его семьи больше нет и сейчас ему предстоит нелёгкое время». На следующий день скромная церемония бракосочетания состоялась в церкви Святого Петра на Итон-сквер.

Людвиг и Маргарет вместе с усыновлённой дочерью Йоханной, 1938 год

Людвиг и женой выехали в Бельгию следующим утром, где под их руководством останки родственников из местной больницы переправили в Дармштадт. Похороны состоялись 23 ноября в присутствии большого количества местного населения и военных. На похоронах присутствовали родители принцессы, которые встретились впервые за шесть лет, после того, как стали жить раздельно; похороны так же посетили принц Филипп, лорд Луис Маунтбеттен, Август Вильгельм Прусский, Бертольд Баденский и Герман Геринг. Подруга детства принца Филиппа леди Джорджина Кеннард вспоминала позже о состоянии 16-летнего юноши: «Он очень сильно любил сестру и когда она погибла в той авиакатастрофе в 1937 году, Филипп был опустошён. Он вёл себя очень спокойно. Он мало говорил, но показал мне древесную щепку с самолёта. Для него этот обломок значил многое».
Людвиг Гессенский стал главой династии и вместе со своей супругой удочерил единственную оставшуюся в живых дочь покойного брата принцессу Йоханну. Девочка скончалась через двадцать месяцев после смерти родителей от менингита. Её похоронили рядом с родителями в усыпальнице гессенской династии в парке Розенхёэ.

### Дети
В браке с Георгом Донатусом у Сесилии родились трое детей, останки четвёртого были найдены среди обломков самолёта:
- принц Лю́двиг Эрнст Андре́ас (25.10.1931 — 16.11.1937) — погиб вместе с родителями;
- принц Алекса́ндр Гео́рг Карл Ге́нрих (14.04.1933 — 16.11.1937) — погиб вместе с родителями;
- принцесса Йоха́нна Мари́на Элеоно́ра (20.09.1936 — 14.06.1939) — после смерти родителей была удочерена родным дядей Людвигом; скончалась от менингита.

## В культуре

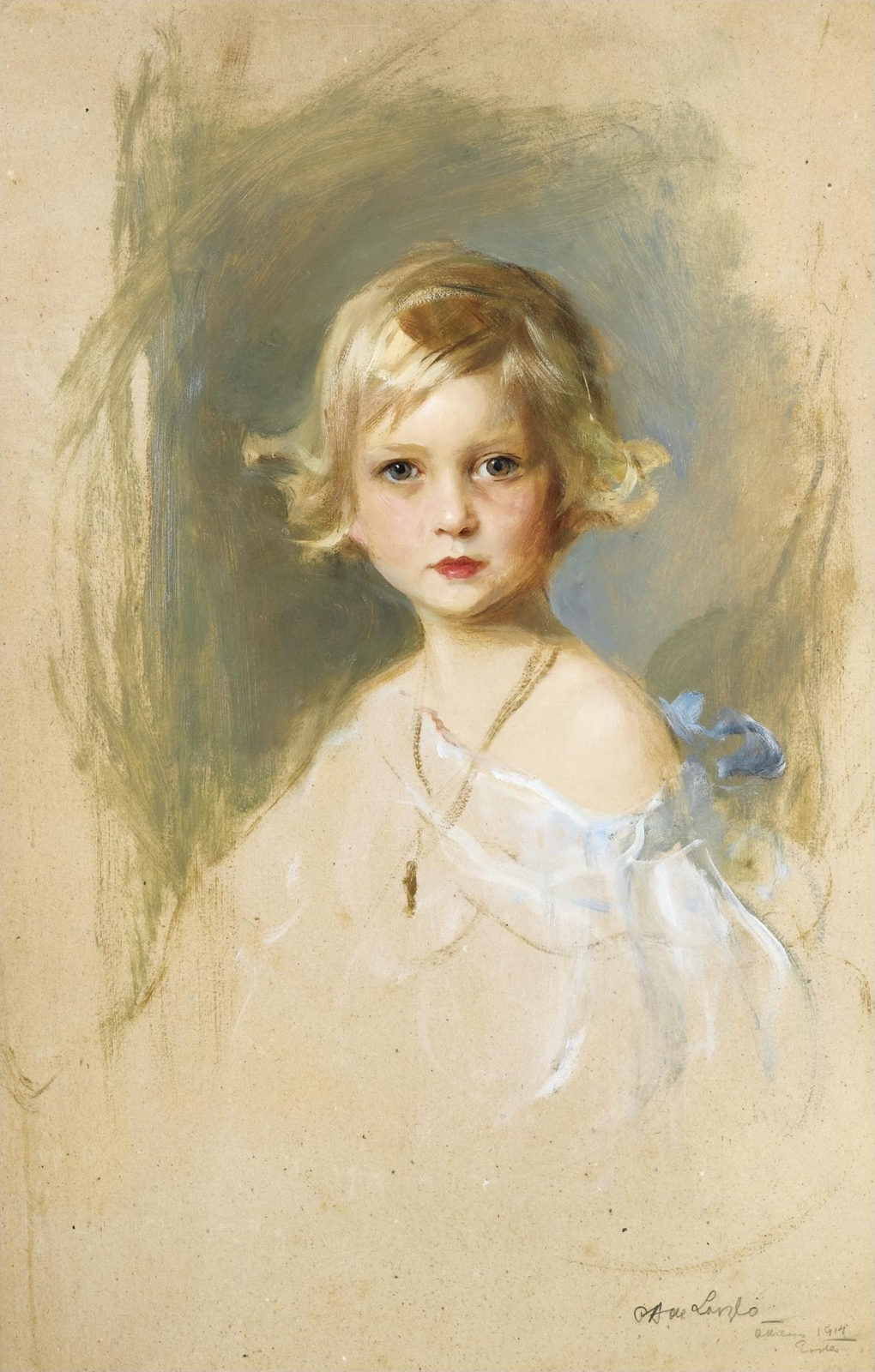
Эскиз к портрету принцессы Сесилии. Филип де Ласло, 1914 год, частная коллекция

Ребёнком, в начале 1914 года, принцесса Сесилия позировала знаменитому художнику-портретисту Филипу де Ласло. 27 марта 1914 году он приехал в Афины по приглашению короля Константина. Пробыв в стране около месяца, Филип успел написать три портрета короля, два вдовствующей королевы Ольги и эскизы к портретам графа Корфского и принцессы Сесилии. Техника исполнения изображения девочки — акварель по картону. Размер — 76 х 49, 5 см. Внизу справа имеется подпись «Ф. А. де Ласло / Афины 1914 / Пасха» (англ. P.A. de László / Athens 1914 / Easter). Сесилия изображена до плеч, левое из которых повёрнуто вперёд, девочка смотрит прямо на зрителя. На портретируемой белая блузка с открытыми плечами, на шее небольшой крестик на золотой цепочке. Эскиз происходил из коллекции греческой королевской семьи и был выставлен на аукцион Сотбис в Лондоне в 2009 году и на данный момент находится в частной коллекции.
В 1933 году Филип де Ласло приезжал в Дармштадт и встречался с гессенской семьёй. Об этом визите он сообщал: «Мне было чрезвычайно интересно познакомиться с этими молодожёнами по двум причинам. Во-первых, я написал портрет наследного принца в возрасте трёх лет, а буквально перед самым началом войны я изобразил его очаровательную супругу в Афинах. Мы часто встречались с ней после войны и принимали в своём доме. Наш хозяин [Наследный принц Георг Донаус] привёз нас во дворец в Дармштадте и я был поражён, что всё осталось неизменным. Несмотря на то, что великий герцог [Эрнст Людвиг] уже не правил, народ всё также выражал почтение и уважение. Проезжая мимо, люди снимали головные уборы перед великим герцогом и великой герцогиней как это было в 1907 году».
Во втором сезоне британского сериала «Корона», повествующего о жизни королевской семьи, роль Сесилии исполнила немецкая актриса Леони Бенеш. История авиакатастрофы, в которой погибли члены гессенского дома, рассказана в шестой части документального сериала «Воспоминания об изгнании» французского режиссёра Фредерика Миттерана. В своей одноимённой книге Миттеран утверждал, что Георг Донаус и Сесилия никогда не вступали в нацистскую партию. История гибели гессенской семьи фигурирует в романе британского писателя Джеффри Арчера «Дело чести» (1986).